# Andy Tyson
Andy Tyson (ur. 15 października 1968, zm. 10 kwietnia 2015) – amerykański wspinacz i autor książek. Zginął w katastrofie lotniczej w wieku 46 lat.
Swoją przygodę ze wspinaczką górską rozpoczął w Ohio, gdzie studiował geologię. Krótko po ukończeniu studiów przeniósł się na zachód, w góry. Przez 10 lat (1993–2003) pracował dla NOLS (National Outdoor Leadership School) jako instruktor. Pracował też dla Alpine Ascents International, gdzie prowadzi grupy na najwyższe szczyty świata i szkolił adeptów wspinaczki i turystyki górskiej. Andy wspinał się w wielu pasmach i łańcuchach górskich, łącznie z Górami Skalistymi, North Cascades, Kanadyjskim Pasmem Nadmorskim, górami Alaski, Andami w pd. Chile, pasmem Ellsworth na Antarktydzie i Himalajami.

## Publikacje
- Sztuka pokonywania lodowców i ratowania ze szczelin (ang. Glacier Mountaineering – An Illustrated Guide to Glacier Travel and Crevasse Rescue), Autor: Andy Tyson, Rysunki: Mike Clelland, Wydawnictwo Sklep Podróżnika, 2011, wydanie I, ISBN 978-83-7136-075-6.